# 弁護士 一之瀬凛子
『弁護士 一之瀬凛子』（べんごし いちのせりんこ）は、2008年から2010年までTBS系「月曜ゴールデン」で放送されたテレビドラマシリーズ。全3回。主演は高島礼子。
高島礼子と北村総一朗は本作（第1、2作）において法律事務所の所長弁護士（北村）とその事務所の所属弁護士（高島）という関係で出演いるが2年前の2006年4月-6月に、同じくTBS系列で放送された連続ドラマ「弁護士のくず」においても法律事務所の所長弁護士（北村）とその事務所の所属弁護士（高島）という関係で出演している。

## 登場人物

### 一之瀬法律事務所
一之瀬凛子
演 - 高島礼子
経歴：白旗勉法律事務所（第1作・第2作）
→ 一之瀬法律事務所 所長（第3作）
白旗勉弁護士事務所のエース弁護士。第3作は公平と恵を引き連れ独立し自分の事務所を構える。
梅木公平
演 - えなりかずき
経歴：白旗勉法律事務所（第1作・第2作）
→ 一之瀬法律事務所（第3作）
新人弁護士（第1作・第2作）。東北大学出身で司法試験にストレート合格。第3作は凛子の事務所に移籍する。
大屋恵
演 - 大島優子（AKB48〈当時〉）
経歴：白旗勉法律事務所（第1作・第2作）
→ 一之瀬法律事務所（第3作）
事務員。第3作は凛子の事務所に移籍する。

### 白旗勉法律事務所
白旗勉
演 - 北村総一朗
所長。弁護士。

### ゲスト
第1作「〜死体を背負うホームレス男性! 私を死刑にしてください…美人敏腕弁護士&正義の新人クンがセレブ社長とホームレス容疑者の謎に迫る!」（2008年）
- 野中圭子（貞夫の妻・フラワーハウス 従業員） - 今村恵子
- 渋沢一之（IT産業会社「マイクログランド」社長・渋沢の息子） - 中原裕也
- 谷ヒロト（ロックグループのボーカリスト） - 藤重政孝
- 寺島治（カメラマン） - 米山善吉
- 西田浩一（マイクログランド 専務） - 樋渡真司
- 渋沢久（外務大臣） - 加藤治
- リョウ - 真島公平
- リポーター - 結城さなえ
- 野中貞夫（幸雄の息子・7年前 交通事故死） - 柳田努
- 野中幸雄（ホームレス・谷ヒロト殺害の容疑者） - 不破万作

第2作「〜逆転の法廷〜セレブ医師夫妻のウラの顔! 妻が殺され夫が犯人!? 完璧すぎる証拠トリックに凸凹弁護士コンビが挑む!」（2010年）
- 池内秀明（池内メディカルクリニック 院長・頼子の夫で婿養子） - 神保悟志
- 池内頼子（池内メディカルクリニック 理事長） - 星ようこ
- 日野一繁（池内メディカルクリニック 医局長） - 隈部洋平
- 真木洵子（池内メディカルクリニック 看護師） - 一戸奈美
- 山口文隆（クリーニング店） - 石塚義之（アリtoキリギリス)
- 田畑とし子（池内家のお手伝い） - 森康子
- 吉川竹太郎 - 石津康彦
- 山口早苗（山口の妻） - 辻しのぶ
- まちこ（池内メディカルクリニック 入院患者） - しのへけい子
- 真木宣子（洵子の母） - 森恵子
- リポーター - 結城さなえ
- 小野寺明子（小野寺の妻・2年前死亡） - 伊藤嘉奈子
- 小野寺誠（警官） - 小倉一郎

第3作「死体は介護詐欺師…容疑者は老女の愛する心優しき孫? 連続殺人誘拐拉致! 凸凹弁護士コンビが巨悪詐欺組織の黒いワナに命懸けで闘う!」（2010年）
- 藤本美千代（斉藤の内縁の妻） - 美保純
- 斉藤雄三（理容店経営） - 菅原大吉
- 望月大輔（理容師・横田殺害の容疑者） - 柳下大
- 馬渕繁（老人ホームの会員権を扱う「シニアスマイル」社長） - 春田純一
- 安西絵里（馬渕の秘書） - さくら
- 横田邦之（シニアスマイル 営業マン） - 西條義将
- 池田（斉藤の同期の理容師） - 芦川誠
- 伊藤（刑事） - 塚原賢二
- 志水の秘書 - 竹本聡子
- 田中（シニアスマイル 社員） - 清水友範
- 林（シニアスマイル 社員） - 岩田翼
- シニアスマイル 社員 - 鈴木祐二
- 小池（絵里の客の老人） - 真田五郎
- 土井川（東新宿警察署 警部補） - 三波豊和
- 志水英二（実業家・ヒューマンネクサス 社長） - 鈴木一真
- 望月久子（大輔の祖母） - 佐々木すみ江

## スタッフ
- 編成 - 福士洋通（第1作・第2作）、永山由紀子（第3作）
- 脚本 - 立見千香
- 音楽 - 遠藤浩二
- 演出 - 酒井聖博
- 法律指導 - 本村健太郎（第1作・第2作）
- 法律監修 - 石丸幸人（第3作）
- 車両協力 - I.D.A.、LAカンパニー
- 技術協力 - 東通
- 美術協力 - アックス
- スタジオ - 緑山スタジオ・シティ
- プロデューサー - 橋本孝、菅野真由美（第1作・第2作）、浅野敦也（第3作）
- 製作著作 - TBS、ドリマックス・テレビジョン

## 放送日程
| 話数 | 放送日        | サブタイトル | 脚本     | 演出     | 視聴率 |
| ---- | ------------- | --- | -------- | -------- | ------ |
| 1    | 2008年6月30日 | 〜死体を背負うホームレス男性! 私を死刑にしてください… 美人敏腕弁護士&正義の新人クンがセレブ社長とホームレス容疑者の謎に迫る! | 立見千香 | 酒井聖博 | 12.2%  |
| 2    | 2010年1月18日 | 〜逆転の法廷〜セレブ医師夫妻のウラの顔! 妻が殺され夫が犯人!? 完璧すぎる証拠トリックに凸凹弁護士コンビが挑む!                 | 立見千香 | 酒井聖博 | 10.7%  |
| 3    | 12月06日      | 死体は介護詐欺師…容疑者は老女の愛する心優しき孫? 連続殺人誘拐拉致! 凸凹弁護士コンビが巨悪詐欺組織の黒いワナに命懸けで闘う!   | 立見千香 | 酒井聖博 | 10.8%  |

- 視聴率はビデオリサーチ調べ、関東地区・世帯